# Балтени (Јаши)
Балтени (рум. Bălteni) насеље је у Румунији у округу Јаши у општини Пробота. Oпштина се налази на надморској висини од 42 m.

## Становништво
Према подацима из 2002. године у насељу је живело 731 становника, од којих су сви румунске националности.